# Giovanni Battista Brocchi
Giovanni Battista Brocchi (ur. 18 lutego 1772 w Bassano del Grappa, zm. 25 września 1826 w Chartumie) – włoski geolog i paleontolog. Badał minerały związane z rudami żelaza we Włoszech, a pod koniec życia także surowce mineralne w Egipcie, jednak jego głównym zainteresowaniem były skamieniałości trzeciorzędowych Apeninów. Jako jeden z pierwszych geologów badał skały użyte w starożytnych budowlach, by określić region ich wydobycia. Był więc jednym z twórców petroarcheologii.
Na podstawie swoich badań paleontologicznych sformułował hipotezę zwaną później brokkizmem. Głosi ona, że każda jednostka taksonomiczna posiada pewną ilość energii życiowej, podobnie jak indywidualny organizm. Podobnie jak u osobnika, w historii każdego taksonu daje się wyróżnić etap młodości, dorosłości (szczytu rozwoju) i starości (upadku). Filogeneza przebiega więc tak jak ontogeneza. Brokkizm zyskał znaczną popularność na przełomie XIX i XX wieku, do jego zwolenników należeli m.in. czołowi badacze dinozaurów (m.in. Henry Fairfield Osborn i Edward Drinker Cope) oraz amonitów (m.in. Alpheus Hyatt), którzy w filogenezie badanych przez siebie grup zwierząt dostrzegli wyróżnione przez Brocchiego fazy rozwoju. W drugiej połowie XX wieku hipoteza Brocchiego została całkowicie obalona, dzięki wykazaniu, że w poszczególnych taksonach szczyt rozwoju danej grupy przypadał na różne etapy jej filogenzy, czasem istnieje kilka szczytów. Obecnie jest to hipoteza o znaczeniu historycznym.

## Najważniejsze prace Brocchciego
- Trattato mineralogico e chemico sulle miniere di ferro del dipartimento del Mella (1808)
- Memoria mineralogica sulla Voile di Fassa in Tirolo (1811)
- Conchiologia fossile subapennina con osservazioni geologiche sugli Apennini, e sul suolo adiacente (2 tomy 1814)
- Galalogo ragionato di una raccolta di rocce, disposto con ordine geografico, per servire ala geognosia dell lieia (1817)
- Dello stato fisico del suolo di Rome (1820)